# Günter Möbus

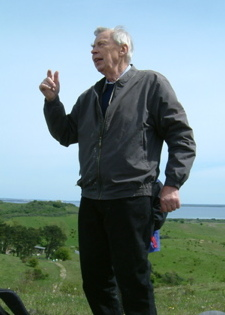
Günter Möbus auf Exkursion (Hiddensee 2004)

Günter Möbus (* 22. Februar 1923 in Görlitz; † 8. April 2009 in Greifswald) war ein deutscher Geologe.

## Leben
Nach dem Abitur 1942 und Wehrdienst im Zweiten Weltkrieg studierte er ab 1947 Geologie an der Bergakademie Freiberg und danach an der Universität Greifswald bei Serge von Bubnoff, dem er (als sein Hilfsassistent) auch 1950 bei dessen Wechsel an die Humboldt-Universität Berlin folgte. 1951 erwarb er das Geologie-Diplom mit einer Arbeit über das Lausitzer Granitmassiv. Danach war er wissenschaftlicher Mitarbeiter am Institut für Geotektonik der Akademie der Wissenschaften und promovierte 1954 ebenfalls über das Lausitzer Granitmassiv. 1963 habilitierte er sich in Jena bei Deubel und war danach Dozent an der Humboldt-Universität Berlin. 1968 wurde er ordentlicher Professor an der Universität Greifswald. Er hatte dort am heutigen Institut für Geographie und Geologie den Lehrstuhl für Geotektonik. 1988 ging er in den Ruhestand.
Er schrieb ein Lehrbuch der Geotektonik (zuerst 1956 erschienen) und über regionale Geologie, unter anderem der Lausitz, des Harzes und auch der Alpen (obwohl er diese wegen der politischen Situation der DDR lange nicht besuchen konnte). 2001 erschien ein populärwissenschaftliches Buch über Hiddensee.
1980 erhielt er die Abraham Gottlob Werner Ehrennadel und 1981 die Serge-von-Bubnoff-Medaille. 1978 wurde er Mitglied der Leopoldina. 1991 erhielt er die Ehrenmedaille der Technischen Hochschule Zielona Góra.
Er war Mitglied des wissenschaftlichen Beirats für Heimatforschung des Instituts für Geographie und Geoökologie der Akademie der Wissenschaften der DDR und war Mitautor der Reihe Werte unserer Heimat.

## Werke (Auswahl)
- Tektonik, Deutscher Verlag für Grundstoffindustrie 1989
- Abriss der Geologie des Harzes, Teubner Verlag 1966
- Einführung in die geologische Geschichte der Oberlausitz (Hrsg.: Geotektonisches Institut d. Dt. Akademie d. Wissensch. zu Berlin), Deutscher Verlag der Wissenschaften 1956
- Wie Hiddensee eine Insel wurde. Aus der geologischen Vergangenheit und Gegenwart, Thomas Helms Verlag, Schwerin 2001
- Geologie der Alpen, Verlag Sven von Loga, Köln 1997
- Methodik der tektonischen Bearbeitung des Kernmaterials von Bohrungen, Freiberger Forschungsheft C 372, Leipzig 1982